# Gilles Andriamahazo
Gilles Andriamahazo (Fort-Dauphin, actual Taolagnaro, 5 de mayo de 1919-13 de septiembre de 1989) fue un militar malgache, presidente del Directorio Militar de Madagascar entre el 12 de febrero y el 15 de junio de 1975.

## Biografía
Perteneciente a la etnia merina, propia del interior de Madagascar, Andriamahazo era sin embargo natural de la ciudad de Fort-Dauphin (cuyo nombre oficial actual es Taolagnaro) en el extremo sur del país. Madagascar era entonces colonia de Francia y, tras sus concluir sus estudios secundarios, se enroló en el ejército francés, con el que participaría en la Segunda Guerra Mundial y en la Guerra de Argelia.
Tras la independencia de Madagascar, en el año 1960, Andriamahazo regresa a la isla y se integra en el nuevo ejército malgache con la graduación de comandante. Tras ser comandante de armas de la ciudad de Tuléar (actualmente Toliara), ingresa en el Estado Mayor del Ejército, convirtiéndose en general de brigada en el año 1970. Durante las protestas antigubernamentales de 1972, el presidente de la República Philibert Tsiranana lo nombra gobernador militar de la capital Antananarivo. Tras el establecimiento del gobierno militar, ocupará el cargo de ministro hasta febrero de 1975. El día 11 de ese mes, el entonces presidente Richard Ratsimandrava es asesinado, y diez días después, Andriamahazo declara la ley marcial y suspende la actividad parlamentaria. Andriamahazo encabezará el Directorio Militar, ocupando el cargo de presidente durante unos pocos meses hasta que, en el mes de junio, transfiere el poder al capitán de fragata Didier Ratsiraka.
Tras su salida del poder, presidió el Comité Militar para el Desarrollo hasta que se retiró definitivamente en 1976.